# Николай Чудотворец
Вижте пояснителната страница за други личности с името Свети Николай.
Свети Николай Чудотворец или свети Никола е източноримски духовник, архиепископ на град Мира в областта Ликия, Мала Азия. Известен като противник на езичеството и арианството. В иконографията на Източноправославната църква често се изобразява редом с Иисус Христос и Дева Мария.
През целия си живот Никола помага на страдащите, защитава невинните и укрепва слабите със словото на истината и вярата. След смъртта си е почитан като светец и покровител на бедните, децата, моряците, рибарите, пътешествениците, търговците, банкерите, затворниците, покаялите се крадци, пивоварите, бъчварите, фармацевтите (в по-стари времена – билкарите, знахарите и изцелителите), погрешно обвинените (особено ако са застрашени от тежко наказание), и на стрелците с лък. Свети Никола е единственият светец, комуто се приписва, че притежава силата да възкресява (посредством молитвата си).
С него са свързани празниците Летен Никулден, Никулден (още Зимен Никулден), Коледа (като първообраз на Дядо Коледа), и Нова година (като първообраз на Дядо Мраз).
Посветени на свети Никола или във връзка с култа към него, са създадени множество произведения на изкуството от религиозно и от светско естество, като музикално творчество (с особено богати традиции в Гърция), литературна и изследователска дейност (агиография, теология, историческа литература, изследвания в областта на археологията и антропологията), емитиране на монети от цял свят с лика на светеца (вкл. в България), хералдиката (три кесии с жълтици, стилизирани до златни кълба).

## Популярни названия
- Николай е руската форма на името Никола, използвано в България и други страни („Никола“ се ползва и в Русия до Руския църковен разкол от 1650-те). То произлиза от гръцките думи „побеждавам“ (nikáo) и „народ“ (laós) и първоначално вероятно се е произнасяло Николаос. Има ред регионални варианти:
  - Никлас, Санта Клаус (фолклорен персонаж в западна Европа и Северна Америка)[11][12]
  - Клаас, както и слято със „свети“ – Синтерклаас[13] (в Нидерландия и Белгия; нидерл. Sinterklaas от Sint Nicolaas). На нидерландски е известен и като Светецът (De Sint), Добрият светец (De Goede Sint) и Добрият свят човек (De Goedheiligman).
  - Ник (на англ. Saint Nick, в САЩ) – умалително
  - Колин (на англ. Colin)
  - Никълъс
  - Микола (в Украйна)
- Николай Чудотворец[14] – име, дадено му заради чудесата, с които е известен приживе, според легендите.
- Николай Угодник, заради неговата отзивчивост да помогне и състрадателност. Всичките му дела имали за цел да умиротворяват, закрилят и дават изцеление.
- Николай Мирликийски[15] (слято от „Мир Ликийски“) във Византия, или само „от Мира“, по имената на град Мира (където става архиепископ) и на областта в която той се намира – Ликия.
- Никола от Бари е названието му във Венеция и Бари, защото в някои части на Италия е утвърдено първоначалното име, с което е бил известен.
- Дядо Коледа – персонаж в популярната култура, първообраз на който е св. Никола.[16]

В иконографията св. Никола е известен под няколко канонични образа:
- Николай Можайски (в Русия, от легендата свързна с град Можайск)[17]
- Нико́ла Отвра́тный (в южна Беларус)[18]

## Биография
През 1087 г. част от мощите му, вероятно около 80%, са откраднати от италиански моряци от храма в Мира и са пренесени в гр. Бари (дн. Италия), където част от тях се пазят и до днес – 21.век, а друга е под формата на частици от тези мощи са дарявани от Римокатолическата църква на различни поместни православни църкви; (денят на който е отслужена първата литургия по този повод става датата на започналият да се разпространява оттогава празник Летен Никулден).[ неясно? ]

## Образ в различни култури
Отбелязването на Никулден по света е свързана с различни традиции, а самият св. Никола има разнолик образ.
В православието св. Никола е изобразяван в епископски одежди (омофор), с разтворена Библия в лявата ръка и с благословяваща дясна ръка, гологлав или с митра. В католицизма св. Никола е изобразяван в епископски одежди, често с три златни топки (стилизирани кесии с жълтици) и/или каца с три спасени деца.
В традиционния български фолклор свети Никола е смятан преди всичко за владетел на морето, водите и ветровете, които получава след делба на света със своите петима братя – свети Атанас, свети Илия, свети Иван, свети Рангел и свети Петър.
Николай Можайски е популярният в Русия образ на светеца с разперени ръце и меч в ръка. Дълго време се считало, че светецът е важен помощник на русите в техните войни с тюркските народи.
Особено в Италия, но също и в Русия е популярно дялането на дървени фигури, изобразяващи Николай Мирликийски, с различни размери, включително и ръчно преносими, но най-вече големи скулптури, предназначени за празнични пътувания и процесии, извършвани пеша (със специални лектики, носени със съвместни усилия от голям брой поклонници) или с различни транспортни средства – обикновено лодки или каруци.

## Легенди за свети Николай
Спасение на три девици. Една от най-популярните легенди, наложила изобразяването на светеца епископ с три кесии/златни топки в католическите традиции, разказва как спасява три девици. Баща на 3 дъщери, пропилял богатството си с неблагополучни сделки, с което ги оставил без зестра, и възнамерявал да ги продаде като блудници. Като научил, св. Никола решил да ги избави от тази съдба. Една нощ той се изкачил на покрива на къщата им и тайно спуснал през комина кесия със златни монети ауреус. Повторил го още два пъти. Бащата, който много държал да разбере, кой е тайният благодетел, успял да издебне епископа, тъкмо когато хвърлял третата поред кесия. Така доброто дело получило своята публичност.
Коледната традиция в Северна Америка и Западна Европа подаръците за децата да се поставят в чорапи пред камината, произлиза от същата легенда, според която дарените за зестра жълтици падали в чорапите им.
Възкресяване на три деца. Най-изобразяваният мотив от житието на светеца в католицизма е в епископски одежди до бъчва с три деца. Тази легенда вероятно е базирана за спасяването на трите девици. Историята разказва, че касапин убил, разчленил и скрил в каца за осоляване на месо три деца, но светецът, като видял това, помолил се на Господ и силата на молитвата му ги съживила. Възможно е първоначало да е била пресъздадена друга ситуация – децата да са били укривани живи в бъчвата от свой близък, за да не бъдат отведени в робство, а епископът е платил дълговете на кредиторите. Във връзка с тази легенда, св. Никола е обявен за покровител на търговците и дейците на банковото дело.
Спасение на невинно осъдени. Според легендата трима несправедливо обвинени мъже били осъдени на смърт чрез обезглавяване. Епископът се помолил на бога и той спрял ръката на екзекутора.
Връщане на заробено дете. Веднъж св. Никола платил щедър откуп за да върне на родителите си детето, дадено от тях в робство, срещу неизплатените им дългове.
Чудотворни приключения по море.
На младини св. Никола пътувал до египетския град Александрия за да се запознае с поученията на тамошните проповедници. В морето се разразила буря, един моряк паднал от върха на корабната мачта и всички мислели, че е умрял. Свети Никола възкресил или с голямо умение – излекувал моряка. Друг път – с молитва успокоил морето. Оттогава е останала славата му на повелител на морските бури и закрилник на моряците.
Вариант на тази легенда, имаща по-алегорично естество, гласи, че корабът получил пробойна. Св. Никола запушил дупката с жив шаран, от която случка останала традицията на Никулден да не се остава без шаран на трапезата. От Древността рибата, наред с агнето, е била един от основните символи на християнската религия, която трябва да е вдъхновила моряците и те да са спасили кораба си с общи усилия.
Преборване с глада. Веднъж, когато в Мала Азия реколтата била слаба и повсеместно настъпил глад, особено много пострадал град Мира. Но се намерило следното спасение: когато край града акостирал кораб с жито, предназначено за Константинопол, епископът убедил капитана да свали на брега част от него, с обещанието, че от това търговецът нищо няма да загуби. Когато по-късно взели да свалят в столицата остатъка, се оказало, че тежестта му е същата, каквато е била на общия товар.
Явявания след смъртта му. В труден за руския народ момент, иконата на св. Николай Чудотворец се явява на московския княз Дмитрий Донски, като подкрепа в противопоставянето му на Златната орда., през втората половина на 14. век.
Заболелият княз на Киев Мстилав Велики, когато бил далеч от столицата си, където се намирала икона на Николай Мирликийски, известна като чудотворна, поискал да я види и изпратил хора да му я донесат. Но по пътя те били забавени от буря и вече мислели, че няма да стигнат навреме. Изведнъж открили, че тази икона вече се намира на борда на кораба им и побързали да се върнат и да излекуват княза, който щом я взел се подобрил, а после и напълно оздравял.
Избавлението на младежа Василий. Според легендата, няколко века след смъртта на св. Никола, арабски пирати от остров Крит разрушили и откраднали мощите му от град Мира. С това било заробено момче, на име Василий, впоследствие продадено на емир, който го използвал за виночерпец. Момчето разказало, че се помолило на св. Никола, а когато емирът се присмял и на молитвата му, тя изведнъж се изпълнила и той се пренесъл още в същия момент у дома, в Мира.
- Даряване на зестра на трите бедни момичета
- Възкресяването на децата
- Чудодейното изпълване на трюмовете
- Сцени от живота на св. Никола

## Любопитно
- Св. Никола е най-популярният светец в Източноправославната църква и често се изобразява редом до Христос и Дева Мария.
- В България има над 270 храма, посветени на свети Николай Мирликийски[24].
- Една от най-популярните кратки молитви към свети Николай Мирликийски е „Светителю отче Николае, моли Бога за нас“. Изразът е част от акатиста в негова чест, широко разпространен в Православната църква[25].
- Николай е четвъртото по разпространеност мъжко име в България. Имен ден в България празнуват близо 200 000 души.[26]
- Св. Никола е единственият светец, който притежава силата да възкресява (със силата на молитвата си).
- В културата на някои народи се смята за пазач на портите на Рая.
- Св. Никола е първообраз на белобрадия старец, който раздава подаръци, известния в България като Дядо Коледа, а по света като Санта Клаус (САЩ), Дядо Мраз (Русия) и др.
- Св. Никола е сред 12-те светци, почитани във всички християнски деноминации (православие, католицизъм, англиканство и нехалкедонски църкви).
- На негово име са наречени улиците „Свети Николай Чудотворец“ в квартал „Свобода“ (Карта) и „Свети Никола“ в квартал „Гърдова глава“ (Карта) в София.
- На негово име са кръстени манастири (Мъглижки манастир) и храмове в България (Варна, Мелник, Разград, Расник, Сливен, София, Свети Николай, Долни Раковец и др.) и в чужбина (Охрид, Потсдам и др.), както и други институции (Варна) или обекти (Бургас).